# Período de latencia

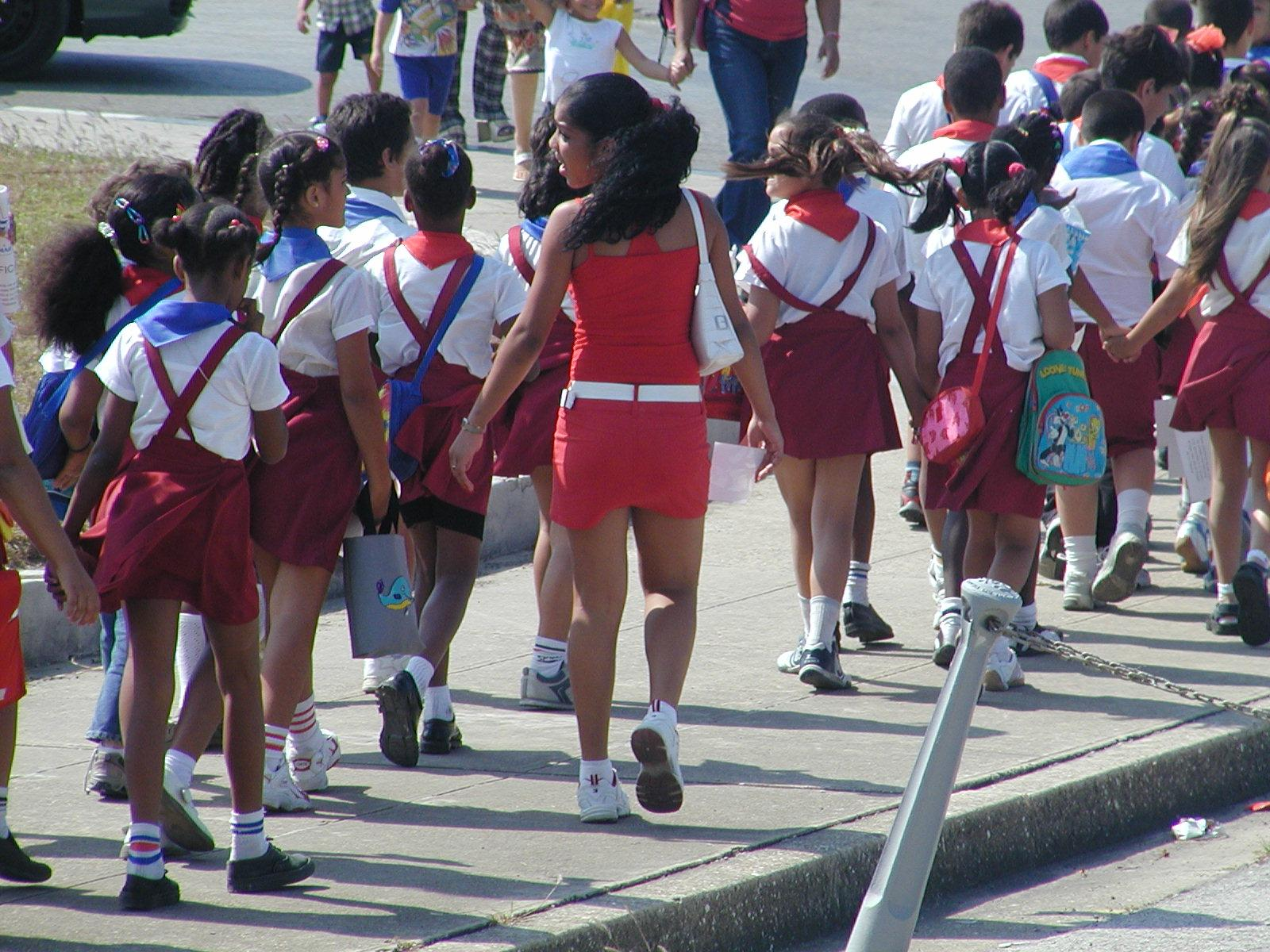
Los niños en edad escolar primaria suelen encontrarse en la fase latente de su desarrollo psicosexual.

El período de latencia es un concepto elaborado por Sigmund Freud que designa una etapa en el desarrollo libidinal del niño.
El psicoanálisis plantea un desarrollo sexual en dos tiempos: un primer período desde el nacimiento hasta el llamado complejo de Edipo, y otro desde la pubertad a la madurez sexual. El período que media entre estas dos etapas es la llamada latencia. 
«Período comprendido entre la declinación de la sexualidad infantil (quinto o sexto año) y el comienzo de la pubertad, y que representa una etapa de detención en la evolución de la sexualidad. Durante él se observa, desde este punto de vista, una disminución de las actividades sexuales, la desexualización de las relaciones de objeto y de los sentimientos (especialmente el predominio de la ternura sobre los deseos sexuales) y la aparición de sentimientos como el pudor y el asco y de aspiraciones morales y estéticas. Según la teoría psicoanalítica, el período de latencia tiene su origen en la declinación del complejo de Edipo; corresponde a una intensificación de la represión (que provoca una amnesia que abarca los primeros años), una transformación de las catexis de objetos en identificaciones con los padres y un desarrollo de las sublimaciones».